# Newton, New Hampshire
Newton är en kommun (town) i Rockingham County i delstaten New Hampshire, USA med 4 603 invånare (2010). 